# Morgan Creek Productions
Morgan Creek Productions é um estúdio cinematográfico responsável pelo lançamento de filmes como Young Guns, Dead Ringers, Major League, True Romance, Ace Ventura: Pet Detective, The King and I, The Crush, Robin Hood: Prince of Thieves, dentre outros. O estúdio foi fundado em 1988 por James G. Robinson e Joe Roth.